# Rozendaal
A nu se confunda cu orașul mai mare Roosendaal din provincia Brabantul de Nord
Rozendaal este o comună și o localitate în provincia Gelderland, Țările de Jos. 

## Localități componente
Imbosch, Rozendaal, Terlet.